# Miss Intercontinental Brasil 2016
Miss Intercontinental Brasil 2016 foi a 3ª edição do concurso que seleciona a melhor candidata brasileira para que esta dispute o título de Miss Intercontinental geralmente realizado na Alemanha. Essa edição foi a segunda com o nome de Miss Intercontinental Brasil.  A primeira realização de um evento que elegeu uma representante brasileira para o referido concurso foi em 2002, porém este era denominado Beleza Brasil.
Coordenado pela Casting Misses, o concurso definiu a vitoriosa que representou o Brasil na edição 2016 do certame internacional. O evento contou com a participação de 25 candidatas de diversas partes do país. Os apresentadores foram novamente o cerimonialista Alessandro Bóia e a modelo Raquel Benetti. Lily Amaral coroou sua sucessora ao título no final do evento.

## Resultados

### Colocações
| Posição                 | Estado e Candidata |
| ----------------------- | --- |
| Vencedora               | - Litoral de São Paulo - Sabrina Sancler |
| 2º. Lugar               | - Espírito Santo - Nabila Furtado |
| 3º. Lugar               | - Pará - Emanuelle Costa |
| 4º. Lugar               | - Paraíba - Rayra Lira |
| 5º. Lugar               | - Minas Gerais - Ana Cecília Moura |
| (TOP 10) Semifinalistas | - Acre - Iasmyne Sampaio - Amapá - Bruna Zanardo - Bahia - Anne Anjos - Paraná - Rafaela Torres - São Paulo - Júlia Marques                                         |
| (TOP 15) Semifinalistas | - Alagoas - Ruthy Raphaella - Grande São Paulo - Patrícia de Ponte - Interior de São Paulo - Tayná Cristina - Mato Grosso - Lidiane Klein - Sergipe - Flávia Polido |

### Prêmios Especiais
- Somente o prêmio de Miss Simpatia não conta pontos extras à candidata:

| Colocação         | Estado e Candidata                |
| ----------------- | --------------------------------- |
| Miss Simpatia     | - Alagoas - Ruthy Raphaella       |
| Miss Fotogenia    | - Paraíba - Rayra Lira            |
| Miss Favorita     | - Espírito Santo - Nabila Furtado |
| Miss Popularidade | - Pará - Emanuelle Costa          |

### Melhor Corpo
- A candidata que mais se destacou pelo porte físico durante o concurso:

| Colocação | Estado e Candidata                       |
| --------- | ---------------------------------------- |
| 1         | - Amapá - Bruna Zanardo                  |
| 2         | - Espírito Santo - Nabila Furtado        |
| 3         | - Interior de São Paulo - Tayná Cristina |

### Miss Real Beleza
- A candidata que melhor divulgou uma ONG ou projeto social:

| Colocação | Estado e Candidata                 |
| --------- | ---------------------------------- |
| 1         | - Espírito Santo - Nabila Furtado  |
| 2         | - Minas Gerais - Ana Cecília Moura |
| 3         | - Anavilhanas - Sarah Chinikoski   |

### Empoderamento Feminino
- A candidata que mais se destacou na campanha promovida pelo concurso:

| Colocação     | Estado e Candidata       |
| ------------- | ------------------------ |
| Prêmio Capitu | - Pará - Emanuelle Costa |

### Ordem dos Anúncios
| 1. Espírito Santo 2. Acre 3. Amapá 4. Litoral de São Paulo 5. Pará 6. Paraná 7. Grande São Paulo 8. Mato Grosso 9. Bahia 10. Interior de São Paulo 11. Alagoas 12. São Paulo 13. Paraíba 14. Sergipe 15. Minas Gerais | 1. Espírito Santo 2. Bahia 3. Acre 4. Paraíba 5. Amapá 6. Minas Gerais 7. Litoral de São Paulo 8. São Paulo 9. Paraná 10. Pará | 1. Litoral de São Paulo 2. Espírito Santo 3. Pará 4. Paraíba 5. Minas Gerais |  |

## Jurados
Alguns dos jurados do concurso:
1. Gabriela Quintela, jornalista;
2. Giba Pignatti, Mister Global Brasil 2016;
3. Lilly Amaral, Miss Intercontinental Brasil 2015;
4. Janayna Corrêia, Miss Intercontinental Brasil 2014;
5. Stephany Pim, Top Model Brasil 2015.

## Rainhas Regionais
As melhores por região do país:
| Posição           | Estado e Candidata                       |
| ----------------- | ---------------------------------------- |
| Miss Centro-Oeste | - Mato Grosso - Lidiane Klein            |
| Miss Nordeste     | - Bahia - Anne Anjos                     |
| Miss Norte        | - Acre - Iasmyne Sampaio                 |
| Miss Sudeste      | - Litoral de São Paulo - Sabrina Sancler |
| Miss Sul          | - Paraná - Rafaela Torres                |

## Resposta Final
Perguntada de que forma ela ajudaria com o seu título à empoderar outras mulheres, a vencedora respondeu:
| “ | Bom, primeiro boa noite à todos, me perdoem pela minha voz porque eu fiquei doente durante o concurso. Então, vou começar com uma análise breve do que é ser miss pra mim: miss pra mim é muito mais que um título, é a representação de um povo, representação de um lugar, carregar uma faixa de miss não é só mostrar "nossa como sou bonita", mas é mostrar às conquistas dos povos, mostrar a torcida que aquele povo tem e você quer orgulhar-se daquilo. E quanto à mulher nessa parte, a miss ela demonstra a beleza, a força e a delicadeza da mulher. E eu como miss, como representante de uma nação, não só representante de uma nação, mas de uma classe específica como mulheres, eu levaria informação com exposição, não só passando informação de feminismo como também do empoderamento, mas informações como política, economia, porque eu sei que com essa exposição do meu pensamento, muitas mulheres vão ter coragem pra se expor e não ter vergonha do julgamento das pessoas, não ter vergonha de opinar em vários quesitos da vida. | ” |

## Programação Musical
Durante as etapas do concurso, algumas músicas são tocadas de fundo:
- Abertura: BO$$ de Fifth Harmony.
- Desfile de Gala: Hello de Adele por Stephany Pim (Ao vivo).
- Desfile de Biquíni: Tombei de Karol Conka com Tropkillaz.
- Final Look: Rather Be de Clean Bandit.

## Pontuação Preliminar
| Ranking | Candidata         | Entrevista | Estética Corporal | Profissionalismo | Extras | Total |
| ------- | ----------------- | ---------- | ----------------- | ---------------- | ------ | ----- |
| 1ª.     | Nabila Furtado    | 39         | 40                | 20               | +5     | 104   |
| 2ª.     | Emanuelle Costa   | 39         | 28                | 17               | +4     | 98    |
| 3ª.     | Bruna Zanardo     | 35         | 40                | 18               | +3     | 96    |
| 4ª.     | Iasmyne Sampaio   | 38         | 38                | 18               |        | 94    |
| 4ª.     | Sabrina Sancler   | 38         | 38                | 18               |        | 94    |
| 6ª.     | Anne Anjos        | 38         | 37                | 17               |        | 92    |
| 7ª.     | Patrícia de Ponte | 38         | 36                | 18               |        | 92    |
| 8ª.     | Rayra Lira        | 37         | 35                | 16               | +1     | 89    |
| 9ª.     | Ruthy Raphaella   | 35         | 35                | 18               |        | 88    |
| 10ª.    | Tayná Cristina    | 32         | 38                | 17               | +1     | 88    |
| 11ª.    | Flávia Polido     | 40         | 31                | 16               |        | 87    |
| 12ª.    | Ana Cecília Moura | 35         | 29                | 19               | +2     | 85    |
| 13ª.    | Júlia Marques     | 34         | 38                | 13               |        | 85    |
| 14ª.    | Lidiane Klein     | 32         | 35                | 17               |        | 84    |
| 15ª.    | Rafaela Torres    | 38         | 30                | 15               |        | 83    |
| 16ª.    | Sarah Chinikoski  | 30         | 34                | 18               | +1     | 83    |
| 17ª.    | Juliana Girão     | 33         | 29                | 17               |        | 79    |
| 18ª.    | Jocelaine Pereira | 32         | 31                | 16               |        | 79    |
| 19ª.    | Nadini Falcão     | 32         | 32                | 14               |        | 78    |
| 20ª.    | Mary Caroline     | 31         | 31                | 14               |        | 76    |
| 21ª.    | Ester de Paula    | 38         | 28                | 10               |        | 76    |
| 22ª.    | Rafaela Dias      | 31         | 28                | 17               |        | 76    |
| 23ª.    | Roberta Xavier    | 31         | 29                | 12               |        | 72    |
| 24ª.    | Mirella Barca     | 30         | 30                | 12               |        | 72    |
| 25ª.    | Karlla Cardoso    | 28         | 28                | 10               |        | 66    |

### Observações
A coluna em vermelho significa a pontuação das seguintes premiações:
- Miss Real Beleza: Foram dados 5, 3 e 2 pontos as 1ª, 2ª e 3ª colocadas.
- Miss Melhor Corpo: Foram dados 5, 3 e 2 pontos as 1ª, 2ª e 3ª colocadas.
- Miss Popularidade: A vencedora ganha 2 pts.
- Miss Fotogenia: A vencedora ganha 1 pt.
- Prêmio Capitu: A vencedora ganha 2 pts.

## Menções
| Candidata         | Menções                                  |
| ----------------- | ---------------------------------------- |
| Nabila Furtado    | Top 05 das Melhores Notas Preliminares 1 |
| Emanuelle Costa   | Top 05 das Melhores Notas Preliminares 1 |
| Bruna Zanardo     | Top 05 das Melhores Notas Preliminares 1 |
| Iasmyne Sampaio   | Top 05 das Melhores Notas Preliminares 1 |
| Sabrina Sancler   | Top 05 das Melhores Notas Preliminares 1 |
| Rafaela Torres    | 6 Menções                                |
| Anne Anjos        | 5 Menções                                |
| Júlia Marques     | 5 Menções                                |
| Rayra Lira        | 4 Menções                                |
| Ana Cecília Moura | 3 Menções                                |

| Ranking | Candidata         | Menções     |
| ------- | ----------------- | ----------- |
| 1ª.     | Sabrina Sancler   | 7 Menções   |
| 2ª.     | Nabila Furtado    | 6 Menções 2 |
| 3ª.     | Emanuelle Costa   | 6 Menções 2 |
| 4ª.     | Rayra Lira        | 4 Menções   |
| 5ª.     | Ana Cecília Moura | 2 Menções   |
| 6ª.     | Bruna Zanardo     | 1 Menção 2  |
| 6ª.     | Iasmyne Sampaio   | 1 Menção 2  |
| 8ª.     | Rafaela Torres    | 0 Menção 2  |
| 9ª.     | Anne Anjos        | 0 Menção 2  |
| 10ª.    | Júlia Marques     | 0 Menção 2  |

### Observações
1. As 5 melhores da preliminar já ficam entre as dez semifinalistas.
2. Critério desempate: total das notas preliminares.

## Candidatas
Todas as aspirantes ao título que competiram este ano:
| Representação         | Candidata         | Idade | Altura | Cidade              |
| --------------------- | ----------------- | ----- | ------ | ------------------- |
| Acre                  | Iasmyne Sampaio   | 20    | 1.73   | Rio Branco          |
| Alagoas               | Ruthy Raphaella   | 20    | 1.68   | Taquarana           |
| Amapá                 | Bruna Zanardo     | 24    | 1.79   | São Paulo           |
| Amazonas              | Mirella Barca     | 19    | 1.75   | Manaus              |
| Anavilhanas           | Sarah Chinikoski  | 18    | 1.80   | Manaus              |
| Bahia                 | Anne Anjos        | 22    | 1.81   | Macaúbas            |
| Ceará                 | Juliana Girão     | 24    | 1.74   | Morada Nova         |
| Distrito Federal      | Karlla Cardoso    | 25    | 1.72   | Brasília            |
| Espírito Santo        | Nabila Furtado    | 24    | 1.71   | Cariacica           |
| Fernando de Noronha   | Ester de Paula    | 22    | 1.70   | Sorocaba            |
| Grande São Paulo      | Patrícia de Ponte | 22    | 1.75   | Araras              |
| Ilha dos Lobos        | Jocelaine Pereira | 22    | 1.80   | Passo Fundo         |
| Interior de São Paulo | Tayná Cristina    | 17    | 1.82   | Artur Nogueira      |
| Litoral de São Paulo  | Sabrina Sancler   | 22    | 1.71   | Bertioga            |
| Mato Grosso           | Lidiane Klein     | 26    | 1.73   | Almirante Tamandaré |
| Mato Grosso do Sul    | Rafaela Dias      | 20    | 1.68   | Três Lagoas         |
| Minas Gerais          | Ana Cecília Moura | 24    | 1.80   | Divinópolis         |
| Pará                  | Emanuelle Costa   | 22    | 1.80   | Ponta de Pedras     |
| Paraíba               | Rayra Lira        | 20    | 1.70   | João Pessoa         |
| Paraná                | Rafaela Torres    | 25    | 1.73   | Curitiba            |
| Pernambuco            | Roberta Xavier    | 18    | 1.74   | Ribeirão            |
| Rio de Janeiro        | Nadini Falcão     | 23    | 1.70   | Rio de Janeiro      |
| São Paulo             | Júlia Marques     | 17    | 1.73   | Sorocaba            |
| Sergipe               | Flávia Polido     | 25    | 1.85   | Tobias Barreto      |
| Tocantins             | Mary Caroline     | 23    | 1.73   | Palmas              |

## Histórico

### Desistências
- Rio Grande do Sul - Suelen Camargo
- Santa Catarina - Evelin Stemposki

### Designações
Representaram o Brasil em 2016:
- Sabrina Sancler (1º. Lugar) representou o Brasil no Miss Intercontinental 2016, realizado em Colombo, no Sri Lanca.
- Nabila Furtado (2º. Lugar) representou o Brasil no Queen Beauty Universe 2016, realizado em Benalmádena, na Espanha.[8]
- Emanuelle Costa (3º. Lugar) representou o Brasil no Top Model of the World 2016, realizado em Bremen, na Alemanha e ficou em 4º. Lugar.

## Crossovers
Candidatas em outros concursos:
| Miss Brasil - 2014: Acre - Iasmyne Sampaio (Top 15) - (Representando o Estado do Acre) Miss Mundo Brasil - 2018: Alagoas - Ruthy Raphaela (17º lugar, Miss Simpatia e Miss Fotogenia) - (Representando o Estado de Alagoas em Angra dos Reis, RJ) Miss Brasil Latina - 2015: Distrito Federal - Karlla Cardoso - (Representando o Estado de Tocantins) Belezas do Brasil - 2018: Sergipe - Flávia Polido (2º lugar) - (Representando o Estado de São Paulo em São Bernardo do Campo, SP) Miss Alagoas - 2014: Alagoas - Ruth Raphaella - (Representando o município de Taquarana) Miss Amazonas - 2015: Amazonas - Mirella Barca - (Representando a empresa Tonu's Academia) | Miss Ceará - 2014: Ceará - Juliana Girão - (Representando o município de Morada Nova) Miss Espírito Santo - 2010: Espírito Santo - Nabila Furtado (Miss Simpatia) - (Representando o município de Cariacica) Miss Paraná - 2014: Paraná - Rafaela Torres (Top 16) - (Representando o município de Curitiba) Miss Rio de Janeiro - 2014: Rio de Janeiro - Nadini Falcão - (Representando o município de Petrópolis) Miss São Paulo - 2015: Amapá - Bruna Zanardo (Top 10) - (Representando o município de Piracicaba) |